# Peneleu
Peneleu, na mitologia grega, foi um regente de Tebas, e comandou as forças tebanas durante a segunda parte da Guerra de Troia.
Seus pais se chamavam Hippalcus e Asterope. O seu pai é dado por Diodoro Sículo e Pseudo-Apolodoro como Hippalcimus, filho de Itonus, filho de Boeotus,  filho de Arne e Posidão. Peneleu foi um dos pretendentes de Helena.
Tersandro, filho de Polínice, era o rei de Tebas e comandante das forças tebanas, mas quando a expedição comandada por Agamemnon desembarcou na Mísia por engano, Tersandro foi morto por Télefo.
Quando uma segunda expedição contra Troia foi formada, Peneleu foi o comandante das forças tebanas, porque Tisâmeno, filho de Tersandro, era muito novo. Peneleu levou doze navios contra Troia.
Peneleu matou dois troianos, e foi morto por Eurípilo, filho de Télefo.
Com a morte de Peneleu, o reino passou para Tisâmeno, filho de Tersandro e de Demonassa, filha de Anfiarau.
O filho e sucessor de Tisâmeno, Autesion, renunciou por causa das fúrias de Laio e Édipo, e o rei passou a ser Damasichthon, filho de Opheltes, filho de Peneleu. Descendentes de Peneleu ainda reinariam por mais duas gerações, com Ptolomeu e Xanto, mas com a morte em duelo de Xanto os tebanos se tornaram uma oligarquia.